# Salers
Salers – miejscowość i gmina we Francji, w regionie Owernia-Rodan-Alpy, w departamencie Cantal.
Według danych na rok 1990 gminę zamieszkiwało 439 osób, a gęstość zaludnienia wynosiła 91 osób/km² (wśród 1310 gmin Owernii Salers plasuje się na 437. miejscu pod względem liczby ludności, natomiast pod względem powierzchni na miejscu 989.).